# Santa Inés (Hidalgo)
Santa Inés es una localidad de México perteneciente al municipio de Huehuetla en el estado de Hidalgo. lleno de fauna 

## Geografía
Se encuentra en la región de la Sierra de Tenango; a la localidad le corresponden las coordenadas geográficas 20° 27’ 21.059” de latitud norte y 98° 5’ 20.714” de longitud oeste, con una altitud de 737 m s. n. m.
En cuanto a fisiografía se encuentra dentro de las provincia de la Sierra Madre Oriental, dentro de la subprovincia del Carso Huasteco; su terreno es de sierra. En lo que respecta a la hidrografía se encuentra posicionado en la región Tuxpan – Nautla, dentro de la cuenca del río Tuxpan, en la subcuenca del río Pantepec. Cuenta con un clima semicálido húmedo con lluvias todo el año.

## Demografía
En 2020 registró una población de 543 personas, lo que corresponde al 2.38 % de la población municipal. De los cuales 266 son hombres y 277 son mujeres. Tiene 147 viviendas particulares habitadas.
| Gráfica de evolución demográfica de Santa Inés entre 1900 y                                  |
|                                                                                              |
| Población de los censos y conteos del Instituto Nacional de Estadística y Geografía (INEGI). |

## Economía
La localidad tiene un grado de marginación muy alto y un grado de rezago social medio.